# یورگن کوکا
یورگن کوکا (انگلیسی: Jürgen Kocka؛ زادهٔ ۱۹ آوریل ۱۹۴۱) تاریخ‌نگار، و استاد دانشگاه اهل آلمان است.
وی همچنین برندهٔ جوایزی همچون جایزه هولبرگ شده‌است.

## حرفه
استاد دانشگاه و رئیس پیشین مرکز تحقیقات علوم اجتماعی برلین (۲۰۰۷–۲۰۰۷)، کوکا یکی از چهره‌های مهم تاریخ اجتماعی جدید است، به ویژه که توسط دانشکده بیلفلد حمایت می‌شود. وی تحقیقات خود را در مورد تاریخچه کارمندان در مشاغل بزرگ آلمان و آمریکایی و تاریخ بورژوازی اروپا متمرکز کرده‌است. وی دکترای خود را از دانشگاه برلین در سال ۱۹۶۸ به دست آورد.
از سال ۱۹۹۲ تا ۱۹۹۶ مدیرعامل کوکا بود و تا به امروز یک عضو ارشد مرکز تاریخ معاصر پوتسدام است. از سال ۲۰۰۸ او معاون رئیس آکادمی علوم و علوم انسانی برلین و براندنبورگ است.
وی با الهام از روشهای ارنست لابروس، سعی در تحلیل فرآیندهای اجتماعی جامعه آلمان از منظر نوسازی، صنعتی شدن و ایجاد اروپا مدرن دارد.